# Вороново (Раменский район)
Во́роново — деревня в Раменском муниципальном районе Московской области. Входит в состав сельского поселения Новохаритоновское. Население — 49 чел. (2010).

## Название
Название связано с некалендарным личным именем Ворон.

## География
Деревня Вороново расположена в восточной части Раменского района, примерно в 22 км к востоку от города Раменское. Высота над уровнем моря 185 м. В деревне 1 улица — Снежинка; приписано СНТ — Центроспецстроевец. Ближайший населённый пункт — деревня Шевлягино.

## История
В 1926 году деревня являлась центром Вороновского сельсовета Карповской волости Богородского уезда Московской губернии.
С 1929 года — населённый пункт в составе Раменского района Московского округа Московской области.
До муниципальной реформы 2006 года деревня входила в состав Новохаритоновского сельского округа Раменского района.

## Население
| 1926 | 2002 | 2010 |
| ---- | ---- | ---- |
| 191  | ↘33  | ↗49  |

В 1926 году в деревне проживало 191 человек (82 мужчины, 109 женщин), насчитывалось 37 хозяйств, из которых 36 было крестьянских. По переписи 2002 года — 33 человека (15 мужчин, 18 женщин).